# Perithalera
Perithalera is een geslacht van vlinders van de familie spanners (Geometridae), uit de onderfamilie Geometrinae.

## Soorten
- P. oblongata (Warren, 1898)
- P. oblongula Prout, 1922